# Waldeyerjev limfatični obroč
Waldeyerjev limfatični obroč (žrelni limfatični obroč ali tonzilarni obroč) sestavljajo krožno razporejeni skupki limfatičnega tkiva v žrelu. 
Obroč obkroža nosni del žrela (lat. nasopharynx ali epipharynx) in ustni del žrela (lat. oropharynx ali mesopharynx) ter deluje kot prvi zid obrambe pri vnosu mikroorganizmov skozi nos oziroma usta. Sestavljajo ga: žrelnica  (tonsilla pharyngea), dve tubarni tonzili (tonsilla tubaria), dve nebnici (tonsilla palatina) in jezična tonzila (tonsilla lingualis).
Struktura je dobila ime po nemškem anatomu iz 19. stoletja Heinrichu von Waldeyer-Hartzu.

## Sestavni deli

### Žrelnica
Žrelnica, tonsilla pharyngea ali adenoida se nahaja v zgornjem delu nosnega dela žrela pod bazo lobanje v fornix pharyngeus. 
Oživčuje jo druga veja 5. možganskega živca, nervus trigeminus (V) − maksilarni živec (nervus maxillaris).

### Tubarni tonzili
Tubarna tonzila (tonsilla tubaria) se nahaja ob spodnjem robu žrelne odprtine Evstahijeve cevi (lat. tuba auditiva).
Oživčuje jo druga veja 5. možganskega živca, nervus trigeminus (V) − maksilarni živec (nervus maxillaris).

### Nebnici
Nebnica ali tonsilla palatina (pogovorno tudi mandelj) se nahaja na prehodu ustne votline v žrelo (lat. isthmus faucium). Goltna loka arcus palatopharyngeus (lat.) in arcus palatoglossus (lat.) z zadnjo tretjino jezika oklepata tonzilarno jamico (lat. fossa tonsillaris) v katerem leži nebnica. Goltna loka se nahajata na obeh straneh žrela, torej imamo tudi dve nebnici. 
Oživčujejo jo rami tonsillares, ki jih oddaja 9. možganski živec, jezično-žrelni živec (nervus glossopharyngeus) (IX).

### Jezična tonzila
Jezična tonzila (tonsilla lingualis) je enotno ime za skupke limfatičnega tkiva, ki se nahajajo na korenu jezika (lat. radix linguae).
Oživčujejo jo rami linguales, ki jih oddaja 9. možganski živec, nervus glossopharyngeus (IX).

### Dodatno
Limforetikularno tkivo v sluznici (ang. mucosa-associated lymphatic tissue ali MALT) se nahaja tudi v sluznici nosnega in ustnega dela žrela med zgoraj naštetimi območji − intertonzilarno.

## Klinični pomen
Pri otrocih in mlajših mladostnikih lahko ob vnetju močno nabreknejo in tako zožijo dihalno pot, kar se kaže kot oteženo dihanje. Vnetje tonzil se imenuje tonzilitis, pri večjih in ponavljajočih težavah pa se ta lahko tudi odstrani, največkrat nebnica in žrelnica. Operacijski poseg odstranitve se imenuje tonzilektomija.